# 小野晋吾
小野 晋吾（おの しんご、1975年4月7日 - ）は、静岡県駿東郡長泉町出身の元プロ野球選手（投手）・コーチ。

## 経歴

### プロ入り前
小学2年生時に長泉町に初めて出来た少年野球チーム長泉ジュニアクラブに入団。3年生から二塁手や投手としてレギュラーになった。
小学5年1月時に右大腿骨に骨嚢腫が見つかり一時は野球を諦めたが、6年生時に怪我を押してマクドナルド県大会に出場し準優勝に貢献。夏休み中に手術を行い克服した。
長泉町立北中学校3年春の県大会で浜名中を相手に1安打14奪三振を見せるも敗戦。御殿場西高校時代は1年秋に県大会決勝で東海大工の森中聖雄に投げ勝つと東海大会も1人で投げ抜いてベスト4。2年春の第64回選抜高等学校野球大会に出場、東山高校の岡島秀樹と投げ合い、逆転負けを喫する。2年秋も県大会準決勝を1失点完投で惜敗すると3位決定戦では延長11回を投げて完封勝利、東海大会でも初戦に勝利したが準々決勝で広田庄司が先発した海星高校に惜敗。
当時としては珍しいナックルカーブを決め球に多くの三振を奪っていた。
1993年のドラフト会議では、千葉ロッテマリーンズから6位指名を受けたが、「プロとしてやっていける自信がない」と、入団を一時拒否したが、水谷則博スカウトの説得により入団に至った。当時の背番号は63。

### ロッテ時代
3年目までは実力不足やケガで結果を残すことが出来ず自身を見つめ直し変化することを決意。プロ4年目の1997年に独学でスライダーを覚え、二軍でローテーション入りしジュニアオールスターゲームに選出。10月10日の近鉄バファローズ戦で一軍初登板。タフィー・ローズに二塁打を許したが、続くフィル・クラークを三振を奪いプロ入り初奪三振を記録。

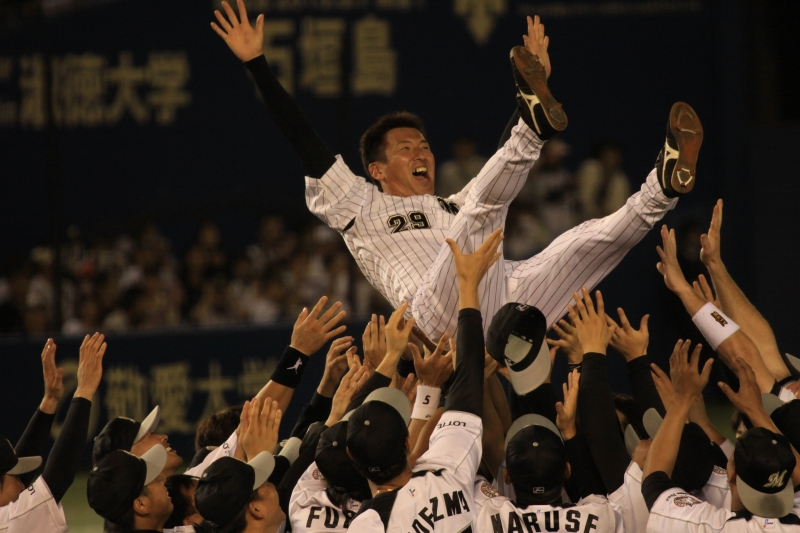
2013年10月6日 小野晋吾投手 引退セレモニーでの胴上げ

2000年は先発ローテーションに定着し、4月23日のオリックス・ブルーウェーブ戦から7月9日の日本ハムファイターズ戦まで日曜日に9連勝し、かつてチームの先輩であり大投手の村田兆治が呼ばれた「サンデー兆治」に因んで「サンデー晋吾」と呼ばれた。また、6月には月間MVPに選出される。同年はオールスターに選出され、長崎県営野球場で開催された第3戦に先発するも、清原和博（当時巨人）に本塁打を打たれ敗戦投手となった。この年は13勝5敗で最高勝率のタイトルを獲得し、防御率もリーグ2位を記録した。
2001年は背番号を63から村田がつけていた29に変更（球団発表は2000年11月5日）。4月8日に福岡ダイエーホークス戦で93球で完封勝利を挙げた。順調に勝ち星を重ね9月中に10勝目を挙げたが、8月の中4日での登板で肩に違和感を覚え、無理して投げ続けたが終盤に3連敗。それでもシーズンは10勝9敗、防御率3.74（リーグ6位）の成績を残した。
2002年は肩の不調から5勝8敗の成績で終わったが、防御率は3.41だった。
2003年は10試合の登板でわずか2勝に終わった。
2004年はボビー・バレンタインの意向で主に中継ぎとして32試合に登板（先発は6試合）し、4勝3敗、防御率3.45の成績を残した。
2005年は先発だけでなく、シーズン後半に山﨑健が離脱してからは中継ぎとしてもフル回転し、シーズン10勝（先発で7勝）をマーク。規定投球回到達こそならなかったが、チームの31年ぶりのリーグ優勝・日本シリーズ制覇（日本一）に貢献した。
2006年は9月13日の東北楽天ゴールデンイーグルス戦で5年ぶりの完封勝利を果たすなど、先発ローテーションを守り2001年以来の規定投球回に到達。同年は打線の援護に恵まれず7勝に終わったが1年間安定した投球を見せ、防御率2.66はリーグ5位だった。
2007年は4月20日の楽天戦から8月5日の日本ハム戦で勝利投手になるまで11試合先発していながら勝てなかったことも響き、昨年に続き7勝に終わった。この年は防御率3.25をマークしたが、規定投球回に到達できなかった。
2008年は右肩痛もあり、5勝4敗、防御率も6.50に終わった。
2009年はオープン戦でこそ不調だったものの、シーズンに入ってからはローテーションを守り続け、防御率3点台と復調して8勝をマークした。バレンタイン監督の配慮により10月3日の日本ハム戦では中継ぎで5イニングを投げ、3年ぶりに規定投球回に到達し、「最低限の目標だったが、うれしい」とコメントした。この試合で清水直行も1イニングだけ投げて規定投球回に到達し、バレンタイン監督は「大きな努力を払ってきた2人にできるささやかなお礼」と述べた。
2010年は開幕から先発ローテーションを守り3連勝するも、4月21日対楽天戦で臀部を怪我し、二軍調整を余儀なくされた。5月25日の対阪神戦で復帰するも、初回にクレイグ・ブラゼルの打球が右肩に直撃し、僅か16球で無念の降板となり、再び登録を抹消された。6月27日に再登録も背中の違和感で7月11日に3度目の登録抹消となり、8月10日に一軍に復帰してからは中継ぎとしてチームの下剋上、日本一を支えた。9月中に右中指疲労骨折しながらも投げ続けたことも評価されシーズン後の契約更改で3年契約を結んだ。
2011年は19試合に登板（うち11試合に先発）し、4勝5敗の成績で終わった。
2012年は15試合に登板（うち12試合に先発）したが、2勝5敗に終わった。
2013年は一軍での登板が無く、9月19日に同年限りでの現役引退を発表し、翌20日に引退会見を行った。本拠地最終戦となった10月6日のオリックス・バファローズ戦の試合後に小野と同じく同年限りでの現役引退を表明した薮田安彦と共に引退セレモニーを行った。マウンドに立ち、打席に立った同期入団の福浦和也を三球三振に打ち取った後、ファンへ挨拶をし、ナインに胴上げされ、グラウンドを1周して選手生活を終えた。

### 引退後
2014年からは、ロッテ球団の東海地区スカウトを担当。岩下大輝などの選手を担当した。
2016年はロッテの二軍投手コーチに就任した。背番号は82。2021年まで同職を務め、種市篤暉ら若手投手陣の指導に携わった。
2022年からは前年で退任した吉井理人の後任として一軍投手コーチに配置転換となった。
2024年同職を退任し、2025年からはプロスカウトに就任する。

## 選手としての特徴
内角にギリギリの角度でシュートを投げ込む強気の投球が特徴。シュート、スライダー、カットボールによる横の揺さぶりで攻め、純粋なストレートの投球比率は1割にも満たない。カウントを稼ぐ投球術に長け、ファーストストライクの被打率が低い傾向にある。また、守備や牽制の上手さにも定評がある。
最大の武器として荘勝雄コーチから伝授されたというキレ味鋭いシュートがクローズアップされることが多いが、小野は「多くの人がシュート投手として見てくれていると思うけど、スライダーあってのシュート。今でもスライダーの方が自信がある。シュートはあくまで見せ球」と語っている。

## 人物・エピソード
- 口数は少なく、真面目で落ち着いた性格である。試合中はポーカーフェイスで自分が好投している際、味方打線の援護がなく負けてしまったときも「自分の責任」というコメントがほとんどであった。起用法にも不満を漏らすことはなく、黙々と仕事をこなす。このような人柄面が評価され年俸が上積みされたことがある。
- 小野の弟（小野亨）も東芝に所属していた野球選手であった。兄と同じ投手だが、弟は左投げである。弟も御殿場西高校時代からドラフト候補に挙げられたが、社会人では実績を残すことは出来なかった。
- フジテレビの番組で、アフリカのシェラレオネの現状を見てショックを受け自らのブログにそのことを綴ったのがきっかけとなり、小野もFNSチャリティキャンペーンに100万円の寄付を行った[23]。
- 2011年07月06日の勝利者インタビューで「今日は本当に“うれしんご”ですね」と人気芸人の楽しんごと自分の名前をかけたダジャレを披露した。
- 2012年8月30日の楽天戦に先発し、7回の投球練習中に西村徳文監督が交代を告げていないのにもかかわらず、何故か南昌輝がリリーフカーに乗って登場する珍事があった。なお、南はそのままリリーフカーに乗ってブルペンに戻った[24]。
- 現役引退後、小野の出身地の長泉町で催された引退記念イベントで、小野が現役時代最も苦手だった打者として小笠原道大の名前を挙げている[25]。
- 元千葉ロッテマリーンズの捕手であった里崎智也に、投球のサインを変えた際に「（サインを）間違う奴は決まっている」選手として挙げられ、サインミスしたことを後輩である里崎に叱咤されたことがある[26]。

## 詳細情報

### 年度別投手成績
| 年 度      | 球 団      | 登 板 | 先 発 | 完 投 | 完 封 | 無 四 球 | 勝 利 | 敗 戦 | セ 丨 ブ | ホ 丨 ル ド | 勝 率 | 打 者 | 投 球 回 | 被 安 打 | 被 本 塁 打 | 与 四 球 | 敬 遠 | 与 死 球 | 奪 三 振 | 暴 投 | ボ 丨 ク | 失 点 | 自 責 点 | 防 御 率 | W H I P |
| ---------- | ---------- | ----- | ----- | ----- | ----- | -------- | ----- | ----- | -------- | ----------- | ----- | ----- | -------- | -------- | ----------- | -------- | ----- | -------- | -------- | ----- | -------- | ----- | -------- | -------- | ------- |
| 1997       | ロッテ     | 1     | 0     | 0     | 0     | 0        | 0     | 0     | 0        | --          | ----  | 14    | 3.0      | 1        | 0           | 4        | 0     | 0        | 2        | 0     | 0        | 0     | 0        | 0.00     | 1.67    |
| 1998       | ロッテ     | 1     | 0     | 0     | 0     | 0        | 0     | 0     | 0        | --          | ----  | 5     | 1.0      | 0        | 0           | 2        | 0     | 0        | 0        | 1     | 0        | 0     | 0        | 0.00     | 2.00    |
| 1999       | ロッテ     | 10    | 7     | 1     | 0     | 0        | 3     | 3     | 0        | --          | .500  | 191   | 45.2     | 41       | 6           | 19       | 0     | 3        | 31       | 1     | 0        | 22    | 22       | 4.34     | 1.31    |
| 2000       | ロッテ     | 26    | 26    | 4     | 1     | 0        | 13    | 5     | 0        | --          | .722  | 717   | 167.0    | 160      | 8           | 74       | 3     | 1        | 96       | 8     | 0        | 77    | 64       | 3.45     | 1.40    |
| 2001       | ロッテ     | 27    | 25    | 2     | 1     | 0        | 10    | 9     | 0        | --          | .526  | 709   | 163.2    | 164      | 18          | 64       | 0     | 8        | 96       | 5     | 0        | 80    | 68       | 3.74     | 1.39    |
| 2002       | ロッテ     | 19    | 19    | 2     | 0     | 0        | 5     | 8     | 0        | --          | .385  | 457   | 108.1    | 106      | 12          | 27       | 0     | 5        | 69       | 2     | 0        | 53    | 41       | 3.41     | 1.23    |
| 2003       | ロッテ     | 10    | 10    | 1     | 0     | 0        | 2     | 4     | 0        | --          | .333  | 238   | 53.0     | 70       | 7           | 14       | 0     | 0        | 40       | 5     | 0        | 35    | 31       | 5.26     | 1.58    |
| 2004       | ロッテ     | 32    | 6     | 0     | 0     | 0        | 4     | 3     | 0        | --          | .571  | 267   | 60.0     | 70       | 6           | 23       | 1     | 6        | 35       | 0     | 0        | 24    | 23       | 3.45     | 1.55    |
| 2005       | ロッテ     | 24    | 17    | 2     | 0     | 0        | 10    | 4     | 0        | 2           | .714  | 452   | 112.0    | 106      | 9           | 18       | 0     | 5        | 55       | 1     | 0        | 39    | 35       | 2.81     | 1.11    |
| 2006       | ロッテ     | 22    | 22    | 3     | 1     | 1        | 7     | 7     | 0        | 0           | .500  | 582   | 145.2    | 131      | 11          | 29       | 1     | 8        | 61       | 2     | 0        | 49    | 43       | 2.66     | 1.10    |
| 2007       | ロッテ     | 22    | 22    | 1     | 0     | 0        | 7     | 9     | 0        | 0           | .438  | 574   | 135.2    | 150      | 9           | 28       | 2     | 8        | 59       | 2     | 1        | 54    | 49       | 3.25     | 1.31    |
| 2008       | ロッテ     | 15    | 14    | 1     | 0     | 0        | 5     | 4     | 0        | 0           | .556  | 337   | 73.1     | 100      | 9           | 28       | 3     | 3        | 32       | 1     | 0        | 55    | 53       | 6.50     | 1.75    |
| 2009       | ロッテ     | 23    | 22    | 3     | 0     | 1        | 8     | 7     | 0        | 0           | .533  | 610   | 144.0    | 158      | 16          | 37       | 2     | 5        | 77       | 1     | 0        | 65    | 61       | 3.81     | 1.35    |
| 2010       | ロッテ     | 27    | 7     | 0     | 0     | 0        | 5     | 4     | 0        | 8           | .556  | 262   | 59.0     | 62       | 3           | 22       | 1     | 8        | 37       | 0     | 0        | 30    | 26       | 3.97     | 1.42    |
| 2011       | ロッテ     | 19    | 11    | 0     | 0     | 0        | 4     | 5     | 0        | 0           | .444  | 321   | 72.2     | 81       | 6           | 22       | 0     | 1        | 31       | 1     | 0        | 38    | 36       | 4.46     | 1.42    |
| 2012       | ロッテ     | 15    | 12    | 0     | 0     | 0        | 2     | 5     | 0        | 0           | .286  | 336   | 81.0     | 74       | 6           | 17       | 0     | 5        | 42       | 2     | 0        | 32    | 31       | 3.44     | 1.12    |
| 通算：16年 | 通算：16年 | 293   | 220   | 20    | 3     | 2        | 85    | 77    | 0        | 10          | .525  | 6072  | 1425.0   | 1474     | 126         | 428      | 13    | 66       | 763      | 32    | 1        | 653   | 583      | 3.68     | 1.33    |

- 各年度の太字はリーグ最高

### タイトル
- 最高勝率：1回（2000年）

### 表彰
- 月間MVP：1回（投手部門：2000年6月）
- 出身地別東西対抗戦優秀選手：1回（2000年）

### 記録
初記録
- 初登板：1997年10月10日、対近鉄バファローズ27回戦（千葉マリンスタジアム）、5回表に2番手として救援登板、3回無失点
- 初奪三振：同上、7回表にフィル・クラークから
- 初先発：1999年6月13日、対西武ライオンズ15回戦（千葉マリンスタジアム）、4回0/3を6失点で敗戦投手
- 初勝利・初先発勝利：1999年9月5日、対日本ハムファイターズ23回戦（東京ドーム）、6回2/3を1失点
- 初完投勝利：1999年9月12日、対オリックス・ブルーウェーブ23回戦（千葉マリンスタジアム）、9回3失点
- 初完封勝利：2000年5月7日、対オリックス・ブルーウェーブ8回戦（千葉マリンスタジアム）
- 初ホールド：2005年9月14日、対オリックス・バファローズ20回戦（スカイマークスタジアム）、6回裏無死に2番手で救援登板、2回無失点

節目の記録
- 1000投球回数：2008年3月24日、対福岡ソフトバンクホークス1回戦（福岡Yahoo! JAPANドーム）、5回裏三死目に松中信彦を左飛併殺で達成 ※史上310人目

その他の記録
- 日曜日に9連勝（2000年4月23日 - 7月9日）含む前半戦に10連勝
- 1球勝利投手：2004年4月28日、対福岡ダイエーホークス5回戦（福岡ドーム）、8回裏二死に柴原洋を遊ゴロ ※史上17人目（パ・リーグ8人目）
- オールスターゲーム出場：1回（2000年）

### 背番号
- 63（1994年 - 2000年）
- 29（2001年 - 2013年）
- 82（2016年 - 2024年）

### 登場曲
- 「My measure」lecca